# Alicia en el país de las maravillas (película de 1999)
Alicia en el país de las maravillas es una adaptación televisiva de 1999 basada de los libros Las aventuras de Alicia en el país de las maravillas (1865) y A través del espejo y lo que Alicia encontró allí (1871) de Lewis Carroll. Fue emitida por primera vez en 1999 en la cadena NBC y, posteriormente, en la televisión británica en el canal Channel 4.
La actriz principal que desempeñó el personaje de Alicia fue Tina Majorino, mientras que los actores Ben Kingsley, Martin Short, Whoopi Goldberg, Peter Ustinov, Christopher Lloyd, Gene Wilder y Miranda Richardson dieron vida a los peculiares personajes que la acompañan a lo largo de la historia. 
La película obtuvo cuatro Premios Emmy en las categorías de diseño de vestuario, maquillaje, composición musical y efectos visuales.

## Argumento
Alicia no quiere asistir a la reunión de familiares y amigos que han organizado sus padres porque sabe que después de tomar el té tendrá que cantar. Minutos antes de su esperada actuación, Alicia decide huir de casa y esconderse entre los arbustos del bosque más cercano hasta que todos se hayan ido, ya que cantar frente a desconocidos la aterroriza. Al poco rato, justo cuando se estaba quedando adormecida viendo caer una manzana de un árbol, un conejo blanco con ropas, gafas, y un gran reloj de bolsillo en la mano llamó su atención. Curiosa, Alicia deja su escondite para perseguir al conejo blanco hasta su madriguera, donde termina cayendo tras tropezarse.
Dentro de la madriguera, Alicia cae durante varios segundos por algo similar a un profundo y extraño pozo sin fondo, lleno de todo tipo de objetos. Al tocar fondo, Alicia se da cuenta de que se encuentra en un mundo completamente diferente al suyo, un mundo en el que las flores hablan y los gatos sonríen. Se encontraba en el llamado "País de las Maravillas", un lugar donde encontraría un sinfín de personajes curiosos y retos que superar; con la finalidad de quitarle el miedo a actuar. A medida que aprende y se divierte, Alicia es puesta a prueba en una sala de juicio donde se enfrenta al Rey y a la Reina de corazones, donde deberá demostrar que no tiene miedo a enfrentarse a nada, hasta el punto de convertir esa seguridad en sí misma en la llave que la conducirá de vuelta al mundo real.
Cuando Alicia finalmente despierta de su bello sueño, la manzana finalmente cae del árbol, escucha que sus padres la llaman y regresa corriendo detrás de su perrito, que la había ido a buscar. Ya en la reunión familiar, Alicia canta la canción del Baile de las langostas, que le había enseñado uno de los personajes de sus sueños, siendo felicitada en medio de los aplausos de su público y la sonrisa del Gato de Cheshire.

## Diferencias con los libros
- La novela  homónima empieza con Alicia y su hermana sentadas en una pradera, mientras Alicia miraba con tedio el libro de su hermana; la película, en cambio, inicia con Alicia escapando de la reunión familiar debido a su pánico escénico.

- En la película, Alicia no menciona a su gata Dina (que solo aparece en la escena inicial) mientras que en el libro, es muy nombrada por ella en los cuatro primeros capítulos.

- Alicia llora solamente en el momento que llegó a medir tres metros de altura y por esta razón se formó la laguna de lágrimas, mientras que en el libro, ésta se forma por tres llantos de la chica por diferentes razones.

- El encuentro de Alicia con el Ratón en el charco de lágrimas es más corto y directo que en la novela, quien solamente la ayudó a salir del agua. En la novela, se da una larga charla entre ellos.

- En la película, el ratoncito no narra su historia y se despide con el resto de participantes de la carrera tranquilamente, al contrario que en la novela, en la que se retiró de la "sala" de conferencias con rabia.

- Cuando Alicia sale de la casa del conejo por un agujero del piso y entra en el bosque, directamente surge su encuentro con el perro gigante; en la novela, previamente, la niña escapa de la multitud de animalillos que la perseguían.

- La oruga se despide de Alicia en el momento que se transforma en un montón de mariposas; en el libro, ésta se desliza entre las setas de los hongos hasta desaparecer. Asimismo, en la película Alicia recupera su tamaño normal al primer bocado del lado del hongo indicado por la oruga, omitiendo el encuentro con la paloma.

- Cuando Alicia por fin consigue entrar en el jardín (que resultó ser el campo de cróquet de la Reina de Corazones) lo hace atravesando un espejo (precediendo brevemente a la segunda novela), omitiendo la ingesta del hongo.

- En la película, en el momento que la Reina de Corazones sorprende a los tres jardineros (cartas) en su error de haber pintado el rosal de rojo y ordena decapitarlos, Alicia guarda los naipes en su bolsillo; en la novela, los esconde en una maseta.

- Alicia conoce a la Falsa Tortuga y al Grifo por cuenta propia, mientras que en el libro primero conoce al Grifo y éste la lleva a conocer a la tortuga.

- Antes de ir al juicio de la Sota de Corazones, Alicia huía del Cuervo Negro (escena de Alicia a través del Espejo, la segunda novela) y caía fuertemente al suelo; mientras que en el primer libro, ella va en compañía del Grifo después de escuchar las dos canciones de la Falsa Tortuga.

- En la película, debido a su estatura demasiado alta, Alicia debe dejar el País de las Maravillas por orden del Rey, aunque Alicia se defiende enérgicamente y  también a la Sota. Asimismo, la manzana caía suavemente frente a todos los presentes en la sala de juicios y a su vez  el castillo de naipes era desmoronado por el viento en torno a Alicia, antes de despertar junto al árbol. Las cartas jamás se lanzaron contra la niña.

- En la novela, la niña acude a tomar el té de la tarde mientras su hermana meditaba sobre país de las Maravillas; en la película,  la niña regresa a la reunión familiar, pero en lugar de cantar la canción inicial que se había planificado, canta la que le enseñó la Falsa Tortuga en su sueño.

## Reparto
- Tina Majorino como Alicia;
- Miranda Richardson como la Reina de Corazones;
- Martin Short como El Sombrerero;
- Whoopi Goldberg como el Gato de Cheshire;
- Simon Russell Beale como el Rey de Corazones;
- Ken Dodd como el Ratón;
- Gene Wilder como la Falsa Tortuga;
- Francis Wright como la voz de la Liebre de Marzo;
- George Wendt y Robbie Coltrane como Tweedledum y Tweedledee, respectivamente;
- Richard Coombs como la voz del Conejo Blanco;
- Christopher Lloyd como el Caballero Blanco;
- Elizabeth Spriggs como la Duquesa;
- Ken Sansom como el bebe;
- Ben Kingsley como la Oruga azul;
- Peter Ustinov y Pete Postlethwaite como la morsa y el carpintero, respectivamente;
- Donald Sinden como la voz del Grifo;
- Jason Flemyng como la Sota de Corazones;
- Jason Byrne y Paddy Joyce como Pat y Bill el lagarto, respectivamente;
- Liz Smith, Ken Campbell, Heathcote Williams y Peter Bayliss como Miss Lory, Mr. Duck, Mr. Eaglet y Mr. Dodo, respectivamente;
- Joanna Lumley como Tiger Lily;
- Sheila Hancock como la cocinera;
- Murray Melvin como el verdugo;
- Nigel Plaskitt como la voz del lirón y el bebe cerdo;
- Peter Eyre y Hugh Lloyd como los lacayos de la rana y el pez;
- Matthew Sim, Jonathan Broadbent y Christopher Ryan como las cartas que pintaban las rosas;
- Gerard Naprous como el Caballero Rojo;
- Janine Eser como la madre de Alice;
- Jeremy Brudenell como el padre de Alice;
- Mary Healey como la niñera;
- Dilys Laye como la institutriz;
- John Owens como el Obispo Rojo;
- Christopher Greet como el Castillo Blanco.

## Producción y efectos especiales
El rodaje de la película se realizó en dos localizaciones en Inglaterra y en Los Ángeles, California, del 10 de agosto al 24 de octubre de 1998. 
La película utilizó tanto títeres como imágenes de acción en vivo. Los diseños de títeres fueron creados por Jim Henson's Creature Shop.
En total, se crearon 875 efectos digitales especiales para la película. Un ejemplo es la cabeza de Martin Short; fue ampliada a tres veces su tamaño para parecerse al Sombrerero en las ilustraciones de John Tenniel.
En diciembre de 2018, el compositor Richard Hartley fue entrevistado para el podcast Rattling the Stars de Tammy Tuckey sobre su trabajo en la película para el vigésimo aniversario, proporcionando historias nunca antes escuchadas.
En 2019, se lanzó un documental detrás de escena de la película en YouTube, que originalmente se había transmitido en Hallmark Channel en 1999 y no se había incluido en ningún VHS, DVD o de alguna otra manera.